# مجلس دبي الرياضي
أسسه صاحب السمو الشيخ محمد بن راشد آل مكتوم نائب رئيس الدولة رئيس مجلس الوزراء حاكم دبي "رعاه الله" في 30 نوفمبر 2005.
يتولى المجلس مسؤولية تطوير وإدارة القطاع الرياضي في إمارة دبي، ويشرف على عمل 7 أندية حكومية في دبي تمارس 4 منها جميع الرياضات بالإضافة إلى نادٍ للشطرنج ونادٍ لرياضات أصحاب الهمم ونادٍ للرياضات البحرية، ويشرف على قطاع دبي الرياضي الذي يضم مئات من الأندية الخاصة والأكاديمية ومراكز اللياقة والتدريب الرياضي.
يرأس المجلس سمو الشيخ منصور بن محمد بن راشد آل مكتوم منذ عام 2020، ويُدير سموه المجلس لإدارة وتطوير القطاع الرياضي في دبي يُنظم أكثر من 450 حدثًا سنويًا متنوعًا بين البطولات الرياضية الدولية والمحلية. يقوم المجلس سنوياً منذ العام 2006 بتنظيم المؤتمرات والندوات الدولية التي يحاضر فيها نخبة من أصحاب الخبرة والمحترفين العالميين، بهدف تطوير فكر وثقافة الاحتراف في القطاع الرياضي، وفي مقدمتها "مؤتمر دبي الرياضي الدولي"، كما يعمل المجلس على تنظيم العديد من البطولات والأحداث الرياضية الكبرى العالمية بالتعاون مع المؤسسات الرياضية الدولية والمحلية، مثل "كأس القارات لكرة القدم الشاطئية". ويسعى مجلس دبي الرياضي إلى تطوير الرياضة في دولة الإمارات العربية المتحدة والعالم من خلال إطلاق المبادرات التي تعزز التميز والإبداع والابتكار في القطاع الرياضي مثل: "جائزة محمد بن راشد آل مكتوم للإبداع الرياضي"، "نموذج دبي للتفوق الرياضي".

## أهداف المجلس
- تنمية وتطوير الحركة الرياضية في إمارة دبي
- خلق بيئة رياضية شاملة لمتطلبات المجتمع
- إتاحة الفرصة أمام جيل الشباب لصقل مواهبه الرياضية والثقافية وتوجيهها نحو تحقيق نتائج ملموسة على صعيد المنافسات المحلية والإقليمية والعالمية الأفضل
- استثمار الموارد والطاقات لبناء قطاع رياضي نموذجي يجعل من دبي العلامة الرائدة في عالم الرياضة
- استقطاب وتطوير وتنمية الكفاءات والكوادر الرياضية

تطوير وتحديث وأتمتة العمليات والخدمات الرياضية
- كسب رضى وولاء العملاء والجمهور الرياضي
- تنمية الوعي المجتمعي وبناء الشراكات الاستراتيجية
- تحقيق الاستقلالية المالية والتمويل الذاتي

## مجلس إدارة مجلس دبي الرياضي
أصدر الشيخ محمد بن راشد آل مكتوم المرسوم رقم (43) لسنة 2024، بإعادة تشكيل مجلس إدارة مجلس دبي الرياضي من:
- الشيخ منصور بن محمد بن راشد آل مكتوم رئيساً للمجلس
- خلفان جمعة بالهول، نائباً للرئيس
- علي محمد المطوّع
- أحمد زينل الخاجة
- سيّد إسماعيل سيّد الهاشمي
- الدكتور عبدالله محمد الكرم
- صفيّة مختار الصايغ
- ماجد عبدالله العصيمي

## أبرز الأنشطة والفعاليات التي قام بها المجلس
خلال فترة وجيزة مضت على تأسيسه، تمكن مجلس دبي الرياضي من إنجاز عدد من الأنشطة والفعاليات أبرزها:
- تنظيم مؤتمر دبي الرياضي الدولي حول الاحتراف في كرة القدم
- اعتماد ميزانية دعم تطبيق الاحتراف لأندية دبي التي كانت سباقة في الأخذ بنظام الاحتراف في كرة القدم
- إصدار لائحة أوضاع اللاعبين التي تنظم العلاقة بين اللاعبين المحترفين وأنديتهم
- تنظيم بطولة حمدان بن محمد المدرسية الأولى لكرة القدم
- تنظيم تصفيات آسيا المؤهلة لكأس العالم لكرة القدم الشاطئية لعاميين متتاليين 2007 و2008
- "ملتقى دبي الدولي للذكاء الاصطناعي في الرياضة، ويشارك فيه أكبر الشركات المختصة في استخدامات الذكاء الاصطناعي والابتكار في الرياضة.[3]

## اللجان العاملة
1. لجنة الاستراتيجية
2. لجنة النظم
3. ويتم تشكيل عدد من اللجان المؤقتة وفرق العمل لإنفاذ مهام محددة إلى حين استكمال تشكيل بقية اللجان
4. لجنة الاحتراف وشؤون اللاعبين
5. لجنة الاستثمار والتسويق

## أندية دبي
تضم دبي 7 أندية حكومية ومئات الأندية الخاصة لمختلف أنواع الرياضات وتشمل أندية دبي الحكومية كل من:
- نادي دبي لأصحاب الهمم
- نادي دبي الدولي للرياضات البحرية
- نادي دبي للشطرنج والثقافة
- نادي الوصل
- نادي النصر
- نادي حتا
- نادي شباب الأهلي دبي

## جائزة محمد بن راشد آل مكتوم للإبداع الرياضي
إحدى مبادرات محمد بن راشد آل مكتوم العالمية ويرأسها الشيخ أحمد بن محمد بن راشد آل مكتوم. انطلقت الجائزة في العام 2008 وتم تكريم الفائزين في الدورة الأولى لعام 2009، وتعتبر هذه الجائزة هي الأكبر في المجال الرياضي من حيث عدد المكرمين والفئات المتنوعة بالإضافة للجوائز المالية المقدمة حيث تبلغ قيمة الجوائز المادية التي يتم توزيعها على الفائزين 7.5 مليون درهم ، ويرأس مجلس أمناء الجائزة المهندس مطر محمد الطاير.

### فئات الجائزة
- فئة الإبداع الرياضي الفردي والتي تمنح للأفراد من لاعبين ومدربين وإداريين وحكام ممن حققوا انجازات محلية وعربية ودولية
- فئة الإبداع الرياضي الجماعي وتمنح للفرق التي حققت انجازات محلية وعربية ودولية
- فئة الإبداع المؤسسي وتمنح للمؤسسات والاتحادات الرياضية التي حققت انجازات محلية وعربية ودولية[5]

#### مستويات الجائزة
- المستوى المحلي للرياضيين والمؤسسات الرياضية في دولة الإمارات العربية المتحدة
- المستوى العربي للرياضيين والمؤسسات الرياضية من جميع الدول العربية
- المستوى الدولي للإتحادات الرياضية الدولية واللجان الأولمبية والبارالمبية والمؤسسات الرياضية الدولية[6]

## دورة الشيخة هند للألعاب الرياضية للسيدات
وهي دورة ينظمها مجلس دبي الرياضي تحت رعاية الشيخة هند بنت مكتوم بن جمعة آل مكتوم لاستقطاب الرياضيات الإماراتيات والتوعية بأهمية ممارسة الرياضة بين أوساط النساء، وتضم الدورة بطولات رياضية متنوعة في البولينغ والجري والبادل والدراجات الهوائية والريشة الطائرة والرماية وتحدي الموانع وكرة السلة الثلاثية، وقد انطلقت الدورة الأولى للألعاب في الموسم الرياضي 2012 - 2013.

#### أهداف الدورة
- تعزيز مسيرة الرياضة النسائية في دبي واستقطاب المواهب الرياضية النسائية
- تعزيز الروابط والعلاقات بين الموظفات في كل من القطاع العام والخاص
- دعم رؤية مجلس دبي الرياضي من أجل خياة سعيدة
- نشر الوعي بأهمية الرياضة للمرأة من أجل الحفاظ على حياة صحية وسليمة[8]

## وصلات خارجية
الموقع الرسمي